# Majewo Kościelne

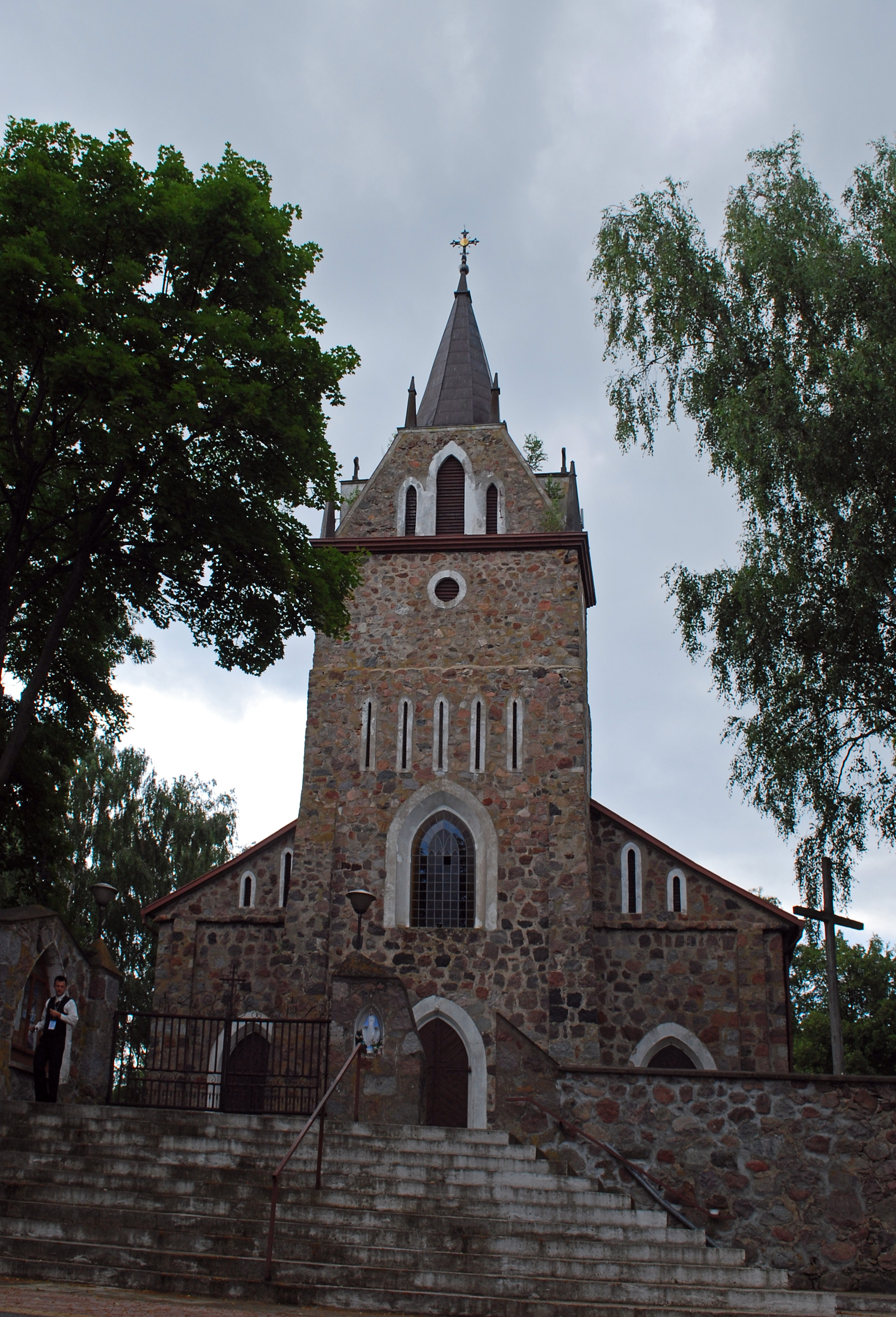
L'église

Majewo Kościelne [maˈjɛvɔ kɔɕˈt͡ɕɛlnɛ] est un village polonais de la gmina de Sidra dans le powiat de Sokółka et dans la voïvodie de Podlachie.